# 城東村 (静岡県賀茂郡)
城東村（きとうむら）は静岡県の東部、賀茂郡に属していた村である。現在の東伊豆町の稲取を除く全域にあたる。
村名は、天城山の東麓に位置するということによる。

## 地理
- 河川：大川川、濁川、白田川、堰口川
- 岬：トモロ岬
- 山：天城山、三筋山
- 峠：戸塚峠、白田峠

## 歴史
- 1889年（明治22年）4月1日 - 町村制の施行により、大川村、奈良本村、白田村、片瀬村が合併して賀茂郡城東村が発足。
- 1959年（昭和34年）5月3日 - 稲取町と城東村を廃し、その区域をもって東伊豆町が発足[2]。

## 交通

### 鉄道路線
現在は伊豆急行線伊豆大川駅、伊豆北川駅、伊豆熱川駅、片瀬白田駅が所在するが、当時は未開業。

### 道路
- 国道135号

## 名所・旧跡・観光スポット・祭事・催事
- 北川温泉
- 熱川温泉
- 白田温泉
- 熱川バナナワニ園